# Hilario Yaben
Hilario Yaben y Yaben (Villanueva de Araquil, 14 de enero de 1876-Sigüenza, 23 de noviembre de 1945) fue un sacerdote, escritor y político español. Fue vicario capitular de la diócesis de Sigüenza desde 1936 hasta 1945.  

## Biografía

### Primeros años y formación
Nació en Villanueva de Araquil en 1876. Cursó sus primeros estudios en la escuela de su localidad natal. En 1886 ingresó en el Seminario de Pamplona, donde cursó sus estudios eclesiásticos. En 1893 obtuvo el título de bachiller en Filosofía. Fue enviado a continuar sus estudios en Salamanca, obteniendo el doctorado en Sagrada Teología en el Seminario Central de Salamanca, y la licenciatura en Derecho en la Universidad de Salamanca.

### Vida sacerdotal
En 1899 obtuvo, por oposición, el cargo de canónigo lectoral de la catedral de Sigüenza. En 1915 el obispo Toribio Minguella le nombró arcediano de esa misma catedral.
En Sigüenza llegó a ser muy popular. Fue profesor del seminario, fundador del semanario El Henares (1908-1936), conferenciante, orador sagrado e investigador. Se preocupó asimismo por los problemas sociales y participó en la creación del Sindicato Agrario y la Caja Rural. En 1918 fue declarado Hijo adoptivo de Sigüenza.
Implicado también en la política, se presentó como candidato católico en las elecciones a diputados de 1918 por el distrito de Sigüenza, pero aunque venció por amplia mayoría en esta ciudad, fue derrotado por el candidato romamonista José Abril y Ochoa por los votos de los pueblos de la circunscripción.
Tras la caída de Primo de Rivera, defendió el sistema monárquico. Fue colaborador del Diario de Navarra. De ideología integrista y tradicionalista, durante la Segunda República se opuso enérgicamente al laicismo y destacó, junto con Eladio Esparza, por sus campañas contra el Estatuto vasco-navarro. Fue candidato de Acción Nacional por la provincia de Guadalajara en las elecciones de 1931 y en un principio figuraba en la candidatura de la coalición católico-fuerista por Navarra, compuesta por jaimistas e integristas, pero las presiones para la unión de los católicos hicieron que se incluyese a un nacionalista en la lista, por lo que Yaben fue sustituido por José Antonio Aguirre.
Estallada la guerra civil, se refugió, junto con su hermano Ricardo, en Tortonda y Cortes de Tajuña. Al regresar a Sigüenza, fue nombrado vicario capitular el 15 de octubre de 1936 y desempeñó las funciones propias del titular de la diócesis, ya que el obispo Eustaquio Nieto Martín había sido asesinado por los milicianos del Frente Popular. Trató de reorganizar la diócesis con los pocos sacerdotes que quedaban. También emprendió la reconstrucción de la catedral, que había sido medio derruida.

## Distinciones y reconocimientos
- Hijo adoptivo de Sigüenza (1918).[3]

## Obras

### Libros:
- Juicio crítico de las doctrinas de Jovellanos en lo referente a las ciencias morales y políticas (1913).